# Ulf Leo Sommer
Ulf Leo Sommer (* 26. August 1970 in Jena) ist ein deutscher Musikproduzent und Komponist. Er wurde vor allem durch seine Arbeit an dem Gesamtwerk des Duos Rosenstolz bekannt. Durch seine Kompositionen und Produktionen von Hits für Rosenstolz, den No Angels, 2Raumwohnung, Sarah Connor, Helene Fischer und den Bibi&Tina-Soundtracks zählt er heute zu den erfolgreichsten deutschen Songwritern und Produzenten.

## Musikalische Laufbahn

### Rosenstolz
Ulf Leo Sommer lernte seinen musikalischen Partner Peter Plate 1990 in Braunschweig kennen. Im gleichen Jahr zog er mit Plate zusammen. 2002 heirateten sie. Die beiden waren über 20 Jahre als gleichgeschlechtliche Eheleute liiert, bevor sie 2012 öffentlich ihre einvernehmliche Trennung und Scheidung bekannt gaben. Sie blieben sich privat als enge Vertraute treu und arbeiten bis heute auch beruflich äußerst erfolgreich zusammen.
Zunächst versuchten die beiden als Duo Musik zu machen, was jedoch 1990 erfolglos blieb. Im selben Jahr lernte Peter Plate die Sängerin AnNa R kennen und sie gründeten das Duo Rosenstolz. Da nach eigener Aussage von Sommer „es überhaupt nicht meine Leidenschaft ist, auf die Bühne zu gehen“, hielt er sich als Texter und Komponist im Hintergrund. Bis die Band im Jahr 2012 bis auf unbestimmte Zeit eine Pause einlegte, erschienen zwölf Studioalben, die mit zahlreichen Gold- und Platinawards ausgezeichnet wurden.

### Weitere Laufbahn als Komponist, Texter und Produzent
2004 produzierte, textete und komponierte er zusammen mit Plate Helden Wie Wir für Jasmin Wagner, 2005 Herz eines Kämpfers für Patricia Kaas sowie für das Duo 2Raumwohnung die Singles 36 Grad, Besser Geht’s Nicht und Rette Mich Später. 2009 komponierte er mit Plate Melanie Cs Version von Liebe ist Alles, Let There Be Love. Am 5. April 2013 erschien in Zusammenarbeit mit Plate dessen erstes Solo-Album Schüchtern ist mein Glück. Im Jahr darauf arbeitete Sommer zusammen mit Daniel Faust und Peter Plate an verschiedenen Projekten. So lieferten diese die Musik zu dem Kinderfilm Bibi und Tina, welcher unter der Regie von Detlev Buck im Frühjahr 2014 Premiere feierte. Außerdem kam es zu einer Neuauflage des Theaterstücks Romeo und Julia von William Shakespeare als Musical, welches am 16. August 2014 in Kiel uraufgeführt wurde. Den Text lieferte eine Übersetzung von Daniel Karasek.
Des Weiteren lieferten Ulf Leo Sommer und Peter Plate die Texte für die Songs Unser Tag und In diesen Nächten vom Album Farbenspiel von Helene Fischer. Das Album hat sich mittlerweile über 2,2 Millionen Mal verkauft. 2014 schrieb Sommer mit Peter Plate und Daniel Faust die Filmmusik zu dem Kinofilm Coming In von Regisseur Marco Kreuzpaintner. Unterstützt wurde das Komponisten-Trio dabei von der Sängerin Maxine Kazis und den durch die 2013er Staffel von The Voice of Germany bekannten Chris Schummert. Zusätzlich komponierte Sommer zusammen mit seinen Kollegen die Musik zu dem Film Bibi und Tina – Voll verhext, welcher der Nachfolger des ersten Films Bibi und Tina ist.
Im Juli 2014 begannen Ulf Leo Sommer, Peter Plate und Daniel Faust, die deutsche Künstlerin Sarah Connor beim Songwriting für ihr nächstes Album zu unterstützen. Grund dafür war der Wunsch Sarah Connors, ein deutschsprachiges Album aufzunehmen. Die zunächst nur für ein paar Songs geplante Zusammenarbeit zeigte jedoch sehr schnell großes Potenzial und so kam es, dass Sommer und sein Team an zehn Titeln des im Mai 2015 erschienenen Albums Muttersprache beteiligt waren. Das Album stieg direkt nach seiner Veröffentlichung auf Platz 1 der offiziellen, deutschen Charts ein und erreichte innerhalb kurzer Zeit Platin-Status. Mittlerweile hat es sich über eine Million Mal verkauft. Auch die dazugehörige erste Single Wie schön du bist erreichte Goldstatus.
Mit der Sängerin Annett Louisan schrieben Sommer, Plate und Faust den Song „Meine Kleine“, der von ihr in der dritten Staffel der Fernsehsendung „Sing meinen Song“ zum ersten Mal live gesungen wurde.
Im Sommer 2015 begannen die Dreharbeiten für den dritten Kinofilm der Reihe, Bibi & Tina: Mädchen gegen Jungs. Auch bei dieser Fortsetzung schrieben Ulf Leo Sommer, Peter Plate und Daniel Faust wieder die Filmsongs und den Soundtrack. Anfang 2016 entstand die Idee ein Musical zu den Bibi & Tina Filmen zu konzipieren. Sommer und Plate erarbeiteten das Drehbuch zu Bibi & Tina – die große Show und betteten in Zusammenarbeit mit Daniel Faust die Musik aus den Bibi & Tina Filmen ein. Das Musical feiert am 26. Dezember 2016 in Hannover Premiere.
Am 28. November 2021 erfolgte die Uraufführung der Musicalumsetzung zur ZDF-Serie Ku’damm 56 im Stage Theater des Westens in Berlin. Sommer zeichnete zusammen mit Peter Plate für die Produktion zuständig und schrieben die Musik sowie die Songtexte. Das Musical bekam positive Kritiken. So ist die Nordwest-Zeitung der Meinung, das es in einer „Liga“ mit London und New York spiele, während der Berliner Kurier der Meinung ist, dass Berlin ein neues „Mega-Musical“ habe. Das Musical wurde viermal von der Deutschen Musical Akademie ausgezeichnet, unter anderem mit dem Titel „Bestes Musical 2022“.
Am 19. März 2023 erfolgte die Uraufführung des zweiten Musicals von Peter Plate und Ulf Leo Sommer. “Romeo & Julia – Liebe ist alles” läuft im Theater des Westens in Berlin. Zusammen mit Joshua Lange und Peter Plate zeichnet sich Ulf Leo Sommer auch hier für die Musik zuständig. Auch hier hielten die positiven Kritiken an. Des Weiteren wurde das Musical für drei Deutsche Musical Theater Preise ausgezeichnet.

## Bisherige Projekte
- Melanie C: 2011 produzierten Ulf Leo Sommer und Peter Plate mit Melanie C den Song Let There be Love, die englische Version von Liebe ist alles von Rosenstolz.[27]

- 2raumwohnung: Mit der deutschen Band 2raumwohnung schrieben Ulf Leo Sommer und Peter Plate gemeinsam die Hits Besser geht's nicht, Rette mich später und 36 Grad (1x Gold, verliehen 2007).[28][5][6]

- No Angels: Sommer und Peter Plate erarbeiteten zusammen das Original-Arrangement für den Hit Daylight in Your Eyes (1× Platin, verliehen 2001)[29][28] der Gruppe No Angels und produzierten die Single There Must be an Angel (1× Gold, verliehen 2007).[28][30]

- Tiger Taps: Für die Comic-Figur „Tiger Taps“ schrieb Sommer mit Plate den Kindersong Weil wir Freunde sind.[31]

- Jimmy Somerville: Sommer und Plate unterstützten Jimmy Somerville bei der Produktion seines Albums Home Again.[31]

- Marc Almond: Sommer und Plate nahmen zusammen mit Marc Almond den Song Total Eclipse von dem Sänger Klaus Nomi als Reminiszenz an dessen Leben auf.[32]

- Grégory Lemarchal: Durch die Zusammenarbeit von Sommer, Plate und Grégory Lemarchal entstand die französische Version Je deviens moi des Rosenstolz Titels Liebe ist alles. Je deviens moi wurde der Titeltrack von Grégory Lemarchals Album.[31]

- Elton John: Ulf Leo Sommer und Peter Plate haben zusammen mit Elton John seinen Hit Rocket Man für BMW neu arrangiert.[33] Außerdem war der Remix in der US-amerikanischen Serie Californication zu hören.[31]

- Patricia Kaas: Für die französische Chanson-Sängerin Patricia Kaas schrieb Sommer zusammen mit seinem Kollegen Peter Plate den Hit Herz eines Kämpfers. Diesen veröffentlichte Kaas auf ihrem Album Toute la musique.[34]

- Helene Fischer: Für die Songs Unser Tag und In diesen Nächten von Helene Fischer lieferten Peter Plate und Ulf Leo Sommer die Texte.[11][2]

- Bibi & Tina: Ulf Leo Sommer komponierte zusammen mit seinem Team bestehend aus Peter Plate und Daniel Faust die komplette Filmmusik zu den Bibi-&-Tina-Kinofilmen von Detlev Buck[9]

- Romeo & Julia: Zusammen mit Peter Plate, Daniel Faust und Carolina Bigge schrieb Ulf Leo Sommer die Musik für das von Daniel Karasek neu aufgeführte und interpretierte Musical Romeo & Julia[35]

- Coming In: Zu dem Film Coming In von Marco Kreuzpaintner lieferte Peter Plate zusammen mit seinem Team die Musik[36]

- Bibi & Tina: Voll verhext!: Wie bereits beim Film Bibi & Tina, komponierte Ulf Leo Sommer zusammen mit seinen Kreativkollegen die Songs für den Film Bibi & Tina: Voll verhext!.[14]

- Sarah Connor: Ulf Leo Sommer und sein Team produzierten zusammen mit Sarah Connor ihr Album Muttersprache, welches im Mai 2015 erschien.[37] Auch bei ihrem zweiten deutschsprachigen Album Herz Kraft Werke, das 2019 erschien, war er an mehreren Songs beteiligt.

- Annett Louisan: Sommer, Plate und Faust schrieben zusammen mit der Sängerin den Song „Meine Kleine“, der im Mai 2016 erschien.[38]

- Bibi & Tina: Mädchen gegen Jungs: Wie bereits bei den beiden Vorgänger-Filmen, komponierte Peter Plate zusammen mit seinen Kreativkollegen Ulf Leo Sommer und Daniel Faust die Songs für den Film.[39]

- Bibi & Tina – die große Show: Sommer produzierte zusammen mit Peter Plate und Daniel Faust das Musical zu den Kino-Filmen, welches am 26. Dezember 2016 seine Premiere feierte.[21][40]

- Bibi & Tina: Tohuwabohu Total: Auch für den vierten Film komponierte er zusammen mit Peter Plate und Daniel Faust die Songs für den Film.

- Max Raabe: Ulf Leo Sommer, Peter Plate und Daniel Faust schrieben und produzierten einen Teil des Albums „Der perfekte Moment… wird heut verpennt“, welches am 27. Oktober 2017 erschien.[41]

- Barbara Schöneberger: Ulf Leo Sommer und Peter Plate schrieben und produzierten das vierte Studioalbum „Eine Frau gibt Auskunft“, welches am 11. Mai 2018 erschien.[42]

- Michelle (Sängerin): Sommer und Peter Plate schrieben und produzierten bereits mehrfach für die Künstlerin. 2014 die Single „Paris“ – für das 2018 erschienene Album „Tabu“ 3 Titel und zuletzt das am 23. Oktober 2020 erschienene Album „Anders ist gut“.[43][44][45]
- Ku’damm 56: Das Musical: Ulf Leo Sommer, Peter Plate und Joshua Lange schrieben den Soundtrack zum gleichnamigen Musical, welches im November 2021 seine Premiere feierte.
- Bibi & Tina: Das Weihnachtsalbum: Das Trio um Ulf Leo Sommer, Peter Plate und Joshua Lange schrieben und produzierten das Weihnachtsalbum der Kindheitshelden, welches im November 2021 erschien.
- Bibi & Tina: Einfach Anders: Der Soundtrack zum fünften Kinofilm stammt ebenfalls von Ulf Leo Sommer, Peter Plate und Joshua Lange. Das Album erschien im Juli 2022.
- Peter Plate: Schüchtern ist mein Glück: Auch bei dem Soloalbum aus August 2022 von Peter Plate ist Ulf Leo Sommer leitender Songwriter und Produzent gewesen.
- Ku’damm 56: Das Musical (Der Livemitschnitt aus dem Theater des Westens): Das Album aus dem Theater des Westens ist die Live-Vertonung aus der Feder von Peter Plate und Ulf Leo Sommer und erschien im Dezember 2022.
- Romeo & Julia - Liebe ist alles: Das Album zum gleichnamigen Musical erschien im März 2023 und feierte am 19. März 2023 im Theater des Westens in Berlin Premiere. Ulf Leo Sommer, Peter Plate und Joshua Lange waren Songwriter und Produzenten des Albums.

## Diskografie
Für die Diskografie von Rosenstolz, siehe Rosenstolz/Diskografie.
- 2010: Sex in der Wüste (A.N.N.E.T.T.E.) – Peter und der Ulf (featuring Diamond Girl); auf dem Sampler Annette Humpe: Zeitgeschichte – Das Beste von und für Annette Humpe

### Alben
- 2013: Schüchtern ist mein Glück – Peter Plate
- 2014: Romeo & Julia – Das Musical[46]
- 2014: Bibi und Tina – Der Soundtrack zum Film (1× Gold, verliehen 2015)[28]
- 2014: Coming In – Der Soundtrack zum Film
- 2014: Bibi und Tina – Voll verhext! – Der Original Soundtrack zum Kinofilm
- 2015: Muttersprache – Sarah Connor
- 2016: Bibi und Tina – Mädchen gegen Jungs
- 2017: Bibi & Tina: Tohuwabohu Total
- 2017: Der perfekte Moment… wird heut verpennt – Max Raabe
- 2018: Eine Frau gibt Auskunft – Barbara Schöneberger
- 2018: Bibi & Tina Star-Edition: Die „Best-Of“-Hits der Soundtracks neu vertont!
- 2019: Herz Kraft Werke – Sarah Connor
- 2020: Bibi & Tina — Soundtrack zur Serie (Staffel 1)
- 2020: Anders ist gut – Michelle
- 2021: Ku’damm 56 – Das Musical
- 2021: Bibi & Tina – Das Weihnachtsalbum
- 2022: Träume sind wie wilde Tiger (Original Soundtrack)
- 2022: Bibi & Tina – Einfach anders
- 2022: Schüchtern ist mein Glück — Peter Plate
- 2022: Bibi & Tina — Das Weihnachtsalbum Deluxe
- 2022: Ku‘damm 56 — Das Musical (Der Livemitschnitt aus dem Theater des Westens)
- 2023: Romeo & Julia — Liebe ist alles

### Singles
- 2007: Besser gehtʼs nicht – 2Raumwohnung
- 2010: Rette mich später – 2Raumwohnung
- 2013: Wir beide sind Musik – Peter Plate
- 2013: Elektrisch – Peter Plate
- 2013: Zehn (Für Natascha und Olga) – Mann+Miss
- 2014: Ich fühl mich Disco – Airport Berlin feat. Marianne Rosenberg
- 2014: Paris – Michelle
- 2015: Wie schön du bist – Sarah Connor
- 2015: Bedingungslos – Sarah Connor
- 2016: Kommst Du mit ihr – Sarah Connor
- 2016: Meine Kleine – Annett Louisan
- 2018: Liebe kann uns retten – Roland Kaiser
- 2018: Bella Ciao – DJ Ötzi
- 2019: Vincent – Sarah Connor
- 2020: Vorbei Vorbei – Michelle
- 2021: Berlin, Berlin — David Jakobs, Peter Plate, Ulf Leo Sommer
- 2022: Ein besserer Mensch — Peter Plate, Ulf Leo Sommer feat. Madeline Juno
- 2023: Das Schönste — Yasmina Hempel, Paul Csitkovics, Peter Plate, Ulf Leo Sommer

## Belege
1. ↑  https://www.focus.de/kultur/stars/mit-ihm-wurde-anna-r-bekannt-das-macht-rosenstolz-star-peter-plate-heute_6d6d3c67-16ee-4c57-ba53-f27f45008638.html
2. 1 2 3 4  Die Köpfe hinter der Musik von Rosenstolz | Wie aus unserer Liebe Freundschaft wurde. In: BILD.de. (bild.de [abgerufen am 8. Dezember 2016]).
3. ↑  Jasmin Wagner - Helden Wie Wir. In: Discogs. Abgerufen am 8. Dezember 2016.
4. ↑  Patricia Kaas - Herz Eines Kämpfers. In: Discogs. Abgerufen am 8. Dezember 2016.
5. 1 2  2raumwohnung - 36Grad. In: Discogs. Abgerufen am 8. Dezember 2016.
6. 1 2  2raumwohnung - Rette Mich Später. In: Discogs. Abgerufen am 8. Dezember 2016.
7. ↑  Melanie C - Let There Be Love. In: Discogs. Abgerufen am 8. Dezember 2016.
8. ↑  Durchhalteparolen aus dem Poesiealbum. In: laut.de. (laut.de [abgerufen am 8. Dezember 2016]).
9. 1 2  BIBI & TINA: Signiertes Fan-Paket  ersteigern. In: BILD.de. (bild.de [abgerufen am 8. Dezember 2016]).
10. ↑  Kieler Nachrichten, Kiel, Schleswig-Holstein, Germany: Sommertheater Kiel: Ein Gespräch mit Peter Plate und Ulf Leo Sommer über das Projekt „Romeo und Julia“ – KN - Kieler Nachrichten. In: www.kn-online.de. Abgerufen am 8. Dezember 2016.
11. 1 2  Songschreiber Peter Plate von Rosenstolz: Der Mann hinter den Hits | SchlagerPlanet. In: SchlagerPlanet.com. (schlagerplanet.com [abgerufen am 8. Dezember 2016]).
12. ↑  Musikmarkt GmbH & Co. KG: Helene Fischer bekommt zwei Diamond- und 42 Platin-Awards. In: Musikmarkt. (musikmarkt.de [abgerufen am 8. Dezember 2016]).
13. ↑  Chris Schummert: Die Nr. 2 von The Voice of Germany startet durch. In: www.klatsch-tratsch.de. 25. Juli 2014, abgerufen am 8. Dezember 2016.
14. 1 2  Die Kino-Kritiker: «Bibi & Tina - Voll verhext». In: Quotenmeter. 23. Dezember 2014 (quotenmeter.de [abgerufen am 8. Dezember 2016]).
15. ↑  Muttersprache: Sarah Connor singt auf Deutsch. In: www.tonight.de. (tonight.de [abgerufen am 8. Dezember 2016]).
16. ↑  Musikmarkt GmbH & Co. KG: Edelmetall im Juni 2015: Sarah Connors "Muttersprache" erhält Gold und Platin. In: Musikmarkt. (musikmarkt.de [abgerufen am 8. Dezember 2016]).
17. ↑  Sarah Connor |. In: www.universal-music.de. (universal-music.de [abgerufen am 8. Dezember 2016]).
18. ↑  Annett Louisan: Premiere von “Meine Kleine” bei “Sing meinen Song 2016”. In: Schlagerblume. 17. Mai 2016 (schlagerblume.de [abgerufen am 22. März 2017]).
19. ↑  Drehstart für ZDF-Koproduktion "Bibi & Tina: Mädchen gegen Jungs". In: presseportal.de. (presseportal.de [abgerufen am 8. Dezember 2016]).
20. ↑  FOCUS Online: „Ich habe momentan keine Lust, selbst zu singen“. In: FOCUS Online. (focus.de [abgerufen am 8. Dezember 2016]).
21. 1 2  Bibi & Tina - DIE GROSSE SHOW. In: www.bibiundtina-show.de. Abgerufen am 8. Dezember 2016.
22. ↑  „Ku‘damm 56 – Das Musical“ feiert Uraufführung in Berlin. Abgerufen am 15. April 2022.
23. ↑  Spektakuläre Musical-Nacht: „Ku‘damm 56 – Das Musical“ gestern erfolgreich gestartet. In: UFA. 29. November 2021, abgerufen am 2. Mai 2022.
24. ↑  Spektakuläre Musical-Nacht: „Ku‘damm 56 – Das Musical“ gestern erfolgreich gestartet. In: UFA. 29. November 2021, abgerufen am 2. Mai 2022.
25. ↑  Maik Michalski: Von Tränen, Träumen und Trümmern. In: Nordwest-Zeitung. 30. November 2021.
26. ↑  Berliner Kurier: Emotional, sehenswert, Gänsehaut pur! „Ku’damm 56“ – Berlin hat ein neues Mega-Musical. Abgerufen am 2. Mai 2022 (deutsch).
27. ↑  Musikmarkt GmbH & Co. KG: Melanie C stellte Songs aus ihrem neuen Album unplugged vor. In: Musikmarkt. (musikmarkt.de [abgerufen am 8. Dezember 2016]).
28. 1 2 3 4  Gold-/Platin-Datenbank. In: musikindustrie.de. Bundesverband Musikindustrie, abgerufen am 8. Dezember 2016.
29. ↑  No Angels - Daylight In Your Eyes. In: Discogs. Abgerufen am 8. Dezember 2016.
30. ↑  No Angels - There Must Be An Angel / 100% Emotional. In: Discogs. Abgerufen am 8. Dezember 2016.
31. 1 2 3 4  PETER PLATE. In: www.universal-music.de. Abgerufen am 8. Dezember 2016.
32. ↑  Rosenstolz + Marc Almond + Nina Hagen - Total Eclipse (CD1). In: Discogs. Abgerufen am 8. Dezember 2016.
33. ↑  Musikmarkt GmbH & Co. KG: Kooperation von BMW und Universal Music (Donnerstag, 26. Juni 2003). In: Musikmarkt. (musikmarkt.de [abgerufen am 8. Dezember 2016]).
34. ↑  Peter Plate macht es mit Patricia Kaas. (queer.de [abgerufen am 8. Dezember 2016]).
35. ↑  Peter Plate über Romeo & Julia und die Rückkehr von Rosenstolz. In: www.klatsch-tratsch.de. 15. August 2014, abgerufen am 8. Dezember 2016.
36. ↑  Peter Plate über Burnout und Rosenstolz - Neues Album in dieser Woche. In: www.klatsch-tratsch.de. 20. Oktober 2014, abgerufen am 8. Dezember 2016.
37. ↑  Radio VHR: Sarah Connor - Muttersprache (Album am 22.05.2015). In: www.radio-vhr.de. Abgerufen am 8. Dezember 2016.
38. ↑  Annett Louisan: Premiere von “Meine Kleine” bei “Sing meinen Song 2016”. In: Schlagerblume. 17. Mai 2016 (schlagerblume.de [abgerufen am 22. März 2017]).
39. ↑  Drehstart für ZDF-Koproduktion "Bibi & Tina: Mädchen gegen Jungs". In: presseportal.de. (presseportal.de [abgerufen am 8. Dezember 2016]).
40. ↑  Bibi & Tina - die Grosse Show - Veranstaltungsdetails - Berlin.de. In: www.berlin.de. Archiviert vom Original (nicht mehr online verfügbar) am 2. Dezember 2016; abgerufen am 8. Dezember 2016.
41. ↑  Max Raabe. Abgerufen am 2. November 2020.
42. ↑  Barbara Schöneberger. In: Position Public Relations. 11. April 2018, abgerufen am 2. November 2020 (deutsch).
43. ↑  MICHELLE Berichtigung: Das Erfolgsteam Ulf Sommer und Peter Plate hat ihre brandneue Single „Paris“ geschrieben! – Smago. Abgerufen am 2. November 2020 (deutsch).
44. ↑  Michelle – Ihr gelungenes Album 2018 heißt „Tabu“ - Seite 4 von 6. In: Schlager.de. Abgerufen am 2. November 2020 (deutsch).
45. ↑  Schlagerprofis Redaktion: MICHELLE: Ausführliche Schlagerprofis-Besprechung zu „Anders ist gut“. In: Schlagerprofis.de. 2. November 2020, abgerufen am 2. November 2020 (deutsch).
46. ↑  Jetzt macht der „Rosenstolz“-Star in Musical: So klingt „Romeo & Julia“ von Peter Plate. In: BILD.de. (bild.de [abgerufen am 8. Dezember 2016]).

| Personendaten    | Personendaten                           |
| ---------------- | --------------------------------------- |
| NAME             | Sommer, Ulf Leo                         |
| KURZBESCHREIBUNG | deutscher Musikproduzent und Songwriter |
| GEBURTSDATUM     | 26. August 1970                         |
| GEBURTSORT       | Jena                                    |